# Негру-Воде
Негру-Воде (рум. Negru Vodă) — місто у повіті Констанца в Румунії. Адміністративно місту підпорядковані такі села (дані про населення за 2002 рік):
- Вилчелеле (296 осіб)
- Гренічеру
- Дарабань (772 особи)

Місто розташоване за 7 км від кордону з Болгарією (пункт пропуску Кардам - Негру-Воде), а також на відстані 182 км на схід від Бухареста, 51 км на південний захід від Констанци.

## Населення
За даними перепису населення 2002 року у місті проживали 5552 особи.
Національний склад населення міста:
| Національність   | Кількість осіб | Відсоток |
| ---------------- | -------------- | -------- |
| румуни           | 5404           | 97,3%    |
| турки            | 73             | 1,3%     |
| татари           | 63             | 1,1%     |
| цигани           | 6              | 0,1%     |
| угорці           | 3              | 0,1%     |
| німці            | 1              | < 0,1%   |
| росіяни-липовани | 1              | < 0,1%   |
| греки            | 1              | < 0,1%   |

Рідною мовою назвали:
| Мова       | Кількість осіб | Відсоток |
| ---------- | -------------- | -------- |
| румунська  | 5417           | 97,6%    |
| турецька   | 65             | 1,2%     |
| татарська  | 60             | 1,1%     |
| циганська  | 5              | 0,1%     |
| угорська   | 3              | 0,1%     |
| російська  | 1              | < 0,1%   |
| болгарська | 1              | < 0,1%   |

Склад населення міста за віросповіданням:
| Релігія       | Кількість осіб | Відсоток |
| ------------- | -------------- | -------- |
| православні   | 5267           | 94,9%    |
| мусульмани    | 135            | 2,4%     |
| п'ятдесятники | 111            | 2,0%     |
| адвентисти    | 21             | 0,4%     |
| баптисти      | 13             | 0,2%     |
| римо-католики | 2              | < 0,1%   |
| атеїсти       | 2              | < 0,1%   |
| реформати     | 1              | < 0,1%   |

## Зовнішні посилання
- Дані про місто Негру-Воде на сайті Ghidul Primăriilor [Архівовано 20 жовтня 2010 у Wayback Machine.]